# Директива про рівність у сфері зайнятості
Рамкова директива про рівність у сфері зайнятості 2000/78/ЄС — нормативно-правовий акт Європейської Унії, який є ключовою частиною європейського трудового права та спрямований на боротьбу з дискримінацією на ґрунті інвалідности, сексуальної орієнтації, релігії чи переконань і віку на робочому місці. Вона супроводжує Директиву 2000/43/ЄС про рівне ставлення до осіб незалежно від расового чи етнічного походження та Директиву 2006/54/ЄС про рівне ставлення до чоловіків і жінок у питаннях зайнятости та професійної діяльности.

## Передумови
Після того, як у 1999 році Амстердамський договір набув чинности, у сфері боротьби з дискримінацією були прийняті нові нормативно-правові акти ЄУ. Директива набула чинности 2 грудня 2000 року і дала державам-членам три роки для транспонування Директиви в законодавство, а також додаткові три роки для законодавства у сфері віку та інвалідності.

## Винятки
Під час переговорів було узгоджено два винятки зі статті 15 щодо Північної Ірландії, зокрема для забезпечення того, щоб поліцейська служба Північної Ірландії могла вживати позитивних заходів для найму як католиків, так і протестантів (після реформ, запропонованих Незалежною комісією з питань поліції Північної Ірландії).
|  | 1. Щоб вирішити проблему недостатнього представництва однієї з основних релігійних громад у поліцейській службі Північної Ірландії, відмінності у ставленні до найму в цю службу, включаючи допоміжний персонал, не повинні вважатися дискримінацією, оскільки ці відмінності у поводженні прямо дозволені національним законодавством. 2. Щоб підтримувати баланс можливостей у працевлаштуванні для вчителів у Північній Ірландії, одночасно сприяючи примиренню історичних розбіжностей між основними релігійними громадами, положення цієї Директиви щодо релігії чи переконань не застосовуються до найму вчителів у школах Північної Ірландії, якщо це прямо дозволено національним законодавством. |

## Імплементація
Німеччина імплементувала директиву, створивши свій Загальний акт про рівне ставлення, Allgemeines Gleichbehandlungsgesetz (AGG).